# Gallus Emmenius
Gallus Emmen (* 1541 in Jüterbog; † 19. Oktober 1599 in Zittau) war Stadtphysikus der Stadt Zittau. Seit seinem Studium nannte er sich Emmenius.

## Werdegang
Gallus Emmen stammte aus einem Jüterboger Ratsherrengeschlecht. Bereits sein Großvater Petrus Emme war Bürgermeister in Jüterbog. Sein Vater Gallus Emmen war vierzig Jahre Ratsherr und zwanzig Jahre Bürgermeister der in Jüterbog. Aus dessen Ehe mit Anna Haselof, kam der hier behandelte Gallus zur Welt. Auch sein Bruder Ambrosius Emmen wurde Ratsherr und Schöppe in Jüterbog. Als 1599 in Zittau die Pest ausbrach, war auch Gallus Emmen unter den Todesopfern. Sein Grabstein befindet sich in der Kirche zum heiligen Kreuz und hat sich bis heute erhalten.
Emmen besuchte das Gymnasium im sächsischen Freiberg von 1560 bis 1562 und studierte ab 1563 an der Universität Wittenberg. Hier erwarb er sich den 1566 den akademischen Grad eines Magisters der Philosophie, später war er Hausgast beim dortigen Rektor Johannes Major und ab 1569 Lehrer und später Rektor an der neuen Ratsschule in Bautzen. Nachdem er 1576 in Wittenberg zum Doktor der Medizin promoviert hatte, übernahm er 1580 das Stadtphysikat in Zittau.
Als Stadtphysikus formulierte er damals in ihrer Tragweite noch nicht richtig eingeschätzte Hygienevorschriften: zu Zeiten erhöhter Infektionsgefahr sollten Töpfe zur Speisenzubereitung mit Salz gereinigt und das benötigte Wasser für Speisen und Getränke vor Gebrauch abgekocht werden. Er verfasste 20 Schriften medizinischen, astrologisch-astronomischen, meteorologischen und lyrischen Inhalts.

## Privatleben
Emmen war zweimal verheiratet. Seine erste Ehefrau war Maria Montagia, die bereits nach zweieinhalbjähriger Ehe 1573 verstarb. Seine zweite Frau hieß Elisabeth, stammte aus einer angesehenen Bautzner Familie und war die Tochter des Nikolaus Krottenschmied und der Juliane, geborene Schönborn.
Von acht Kindern sind vier früh gestorben. Die Tochter Anna ehelichte den Theologen Esaias Silberschlag aus Erfurt und verstarb dort 1627, nachdem ihr Ehemann schon 1606 gestorben war.
Der 1587 geborene Sohn Sigismund wurde Apotheker, wanderte nach Österreich aus und kehrte dann als Exilant nach Zittau zurück. Er wurde nur 43 Jahre alt. Der Sohn Johannes ist als Zittauer Hausbesitzer und als Müller an der Stegemühle in Mittelherwigsdorf nachweisbar. Er starb 1646 und wurde 64 Jahre alt.
Schließlich gab es noch den Sohn Andreas, der an der Universität Leipzig Medizin studierte und sogar 1608 Rektor dieser Bildungsstätte wurde. Er war nach seiner Rückkehr nach Zittau Nachfolger seines Vaters, nachdem der amtierende Stadtphysikus Martin Holzhäuser 1609 gestorben war. Ihm ist es zu verdanken, dass der Nachlass seines Vaters an die Zittauer Ratsbibliothek, die heutige Christian-Weise-Bibliothek kam. Mit 62 Veröffentlichungen war er ebenfalls ein sehr erfolgreicher Arzt und Schriftsteller in Zittau. Er starb 1632 an der Pest und dürfte etwa 59 Jahre alt gewesen sein. Sein Grab befindet sich auf dem Friedhof der Kirche zum heiligen Kreuz. Das Grabmal, in dem er mit seiner Frau Margarethe, geb. Meurer, liegt sowie das Grabmal seiner Tochter Theodora sind noch vorhanden und die Inschriften noch lesbar.